# Alfabeto turcomano
El alfabeto turcomano es el alfabeto oficial del idioma turcomano. Es utilizado actualmente en la República de Turkmenistán. Es un alfabeto latino basado en el alfabeto turco, pero con notables diferencias; las cuales veremos a continuación:
Diferencias entre el alfabeto turcomano y el alfabeto turco:
~ La letra: "J" es utilizado en vez de la "C" turca; 
~ La letra: "Ž" es utilizado en vez de la "J" turca; 
~ La letra: "Y" es utilizado en vez de la "I" turca ı (I/ı); 
~ La letra: "Ý" es utilizado en vez de la "Y" turca; 
~ La letra: "W" es utilizado en vez de la "V" turca; 
~ Últimamente, las letras: "Ä" y "Ň", han sido añadidas para representar los sonidos [æ] y [ŋ], respectivamente. 
Desarrollo cronológico y cultural de la escritura Turcomana:

## Alfabeto árabe
El idioma escrito en Turkmenistán se formó en los siglos XIII—XIV, en ese momento el alfabeto árabe se empleaba para escribir. En el siglo XVIII existía una rica literatura en la lengua turcomana y al mismo tiempo la alfabetización de la población no superaba el 1%, incluso a finales del siglo XIX ya que la publicación de libros era extremadamente limitada. La primera cartilla escrita apareció en 1913 y la publicación del primer periódico turcomano "Gaceta Nativa del Transcapio" fue en 1914.
La escritura árabe no se adaptó a las fonéticas presentes en las lenguas túrquicas. Entonces no existían signos para designar sonidos específicos del idioma turcomano, y al mismo tiempo, había muchas letras para designar sonidos árabes que no estaban presentes en el idioma. 
En los primeros años de la Unión Soviética el alfabeto árabe se reformó 2 veces, en 1922 y 1925 respectivamente. Durante las reformas se introdujeron letras con diacríticos para denotar fonemas túrquicos y se abolieron letras para sonidos que están ausentes den el idioma turcomano.

## Jañalif
En enero de 1925, en las páginas del periódico republicano "تُرکمِنِستَان" se planteó la cuestión de la transición a un nuevo alfabeto latinizado: jañalif. Después del 1.er Congreso Turcológico de toda la Unión en Bakú (febrero-marzo de 1926), el Consejo Académico Estatal bajo el Comisariado Popular de Educación de la República Socialista Soviética de Turkmenistán desarrolló un borrador de un nuevo alfabeto. A principios de 1927, este alfabeto fue publicado en la prensa. El primer borrador del alfabeto romanizado turcomano incluía las siguientes letras: A a, Ə ә, B b, C c, Ç ç, D d, E e, F f, G g, Ƣ ƣ, H h, I i, J j, K k, L l, M m, N n, Ꞑ ꞑ, O o, Ɵɵ ɵɵ, P p, Q q, R r, S s, Ş ş, T t, U u, Y y, V v, X x, Į į, Z z, Ƶ ƶ, ’.
El 3 de enero de 1928, el Comité Ejecutivo Central de la República Socialista Soviética de Turkmenistán aprobó el nuevo alfabeto latinizado finalizado. Inmediatamente comenzó a publicar parte de los materiales de los medios, ya partir de septiembre de 1928 comenzó a arraigarse en las instituciones educativas. La transición definitiva al nuevo alfabeto en todas las áreas oficiales se llevó a cabo en mayo de 1929.
Inicialmente el alfabeto contaba con 40 letras: A a, Aa aa, B в, C c, Ç ç, D d, E e, Ə ә, F f, G g, Ƣ ƣ, H h, I i, Ii ii, J j, K k, L ʟ, M m, N n, Ꞑ ꞑ, O o, Oo oo, Ɵɵ ɵɵ, P p, Q q, R r, S s, Ş ş, T t, U u, Uu uu, V v, X x, Y y, Yy yy, Z z, Ƶ ƶ, Ь ь, Ьь ьь.
Ya en 1930, en el I Congreso Científico Lingüístico, los dígrafos que denotaban vocales largas fueron oficialmente excluidos del alfabeto. En 1934, por decisión de la comisión ortográfica, se excluyeron las letras: ƣ, q y en 1936, x. En lugar de las letras excluidas, se empezaron a utilizar las letras g, k y h, respectivamente.

## Alfabeto cirílico
A fines de la década de 1930, comenzó el proceso de cirilización de las escrituras en toda la URSS. En enero de 1939, el periódico "Sovet Tyrkmenistanь" publicó una carta de los maestros de la región de Ashghabat con la iniciativa de transferir la escritura turcomana a la base cirílica. El Presídium del Sóviet Supremo de la República Socialista Soviética de Turkmenistán instruyó al Instituto de Investigación de Lengua y Literatura para redactar un nuevo alfabeto. Los profesores del Instituto Pedagógico de Ashghabat y los trabajadores de la prensa también participaron en el desarrollo del nuevo guion. En abril de 1940 se publicó el borrador del alfabeto.
En mayo de 1940, el Consejo de Comisarios del Pueblo de la República Socialista Soviética de Turkmenistán adoptó una resolución sobre la transición al nuevo alfabeto en todas las instituciones públicas y estatales a partir del 1 de julio de 1940 y sobre el inicio de la enseñanza del nuevo alfabeto en las escuelas a partir del 1 de septiembre del mismo año.
Posteriormente hubo un cambio en la ubicación de la letra ъ: si inicialmente estaba ubicada después de я, entonces desde 1954 comenzó a ubicarse entre щ y ы.
El alfabeto cirílico turcomano se retiró por completo de las esferas oficiales de uso en el año 2000.

## Alfabeto latinoactual
Después del colapso de la URSS a principios de la década de 1990, en Turkmenistán se planteó la cuestión de cambiar a la escritura latina. Un grupo de científicos del Instituto de Lingüística, encabezado por M. Soiégov, desarrolló la primera versión del nuevo alfabeto. Este proyecto fue publicado en el periódico "Түркменистан" el 19 de agosto de 1992. En el mismo año, se propusieron una serie de otros proyectos.
Una característica de este proyecto fue el uso no convencional de los signos q, v, y x. Se suponía que reemplazarían las letras cirílicas ө, ү y ы respectivamente.
En enero de 1993, se llevó a cabo una reunión sobre el tema de un nuevo alfabeto en la Academia de Ciencias de Turkmenistán, en la que se formó una comisión para desarrollar el alfabeto. Saparmyrat Ataýewiç Nyýazow se convirtió en el presidente de la comisión. En febrero se publicó en prensa una nueva versión del abecedario. El 12 de abril de 1993, el Mejlis aprobó un decreto presidencial sobre un nuevo alfabeto.
Una característica de este alfabeto era el uso de signos monetarios: dólar, céntimo, yen y libra para designar algunos sonidos específicos del idioma turcomano.
Pronto, en lugar de este alfabeto, se introdujo otra variante, que todavía se usa en la actualidad. Desde el año 2000, este alfabeto se ha convertido en el único aceptable en todas las esferas oficiales de Turkmenistán.
La transferencia del alfabeto turcomano a la base latina se llevó a cabo sin tener en cuenta las posibilidades reales del país, lo que tuvo un impacto negativo en la calidad de la educación. Por ejemplo, los alumnos de primer grado aprendieron un nuevo alfabeto latinizado, pero al año siguiente también se vieron obligados a aprender cirílico, ya que no se publicaron nuevos libros de texto para el segundo grado. Esta situación se viene observando desde hace 5-6 años desde el inicio de la reforma.[cita requerida]
La lengua turcomana se escribe aún en alfabeto árabe o persa en otros países donde predomina la escritura árabe (como en Afganistán, Irak e Irán) y algunos jóvenes optan por revivir la escritura cirílica.[cita requerida]

## Orden alfabético
Alfabeto Perso-Árabe.
ا، ب، پ، ت، ث، ج، چ، ح، خ، د، ذ، ر، ز، ژ، س، ش، ص، ض، ط، ظ، ع، غ، ف، ق، ك، گ، ل، م، ن، نگ، و، ه ة، ی، آ، أ، اِ، اوْ، اؤ، اوُ، اۆ، ای، ایٛ
Alfabeto Cirílico.
Аа, Бб, Вв, Гг, Дд, Ее, Ёё, Жж, Җҗ, Зз, Ии, Йй, Кк, Лл, Мм, Нн, Ңң, Оо, Өө, Пп, Рр, Сс, Тт, Уу, Үү, Фф, Хх, (Цц), Чч, Шш, (Щщ), (Ъъ), Ыы, (Ьь), Ээ, Әә, Юю, Яя
Alfabeto Latino.
Aa, Bb, Çç, Dd, Ee, Ää,  Ff, Gg, Hh, Ii, Jj, Žž, Kk, Ll, Mm, Nn, Ňň, Oo, Öö, Pp, Rr, Ss, Şş, Tt, Uu, Üü, Ww, Yy, Ýý, Zz
Letras turkmenas adicionales en Braille (Basado en el «Alfabeto Braille Ruso»).
⠣ ә (ä), ⠹ җ (j), ⠜ ң (ň), ⠧ ө (ö), ⠽ ү (ü)

## Tabla de correspondencia
| Letra latina | Letra cirílica | Letra fonética | Pronunciación aproximada               | Latín 1993 | Latín 1992-1993 | Latín 1927-1940 |
| ------------ | -------------- | -------------- | -------------------------------------- | ---------- | --------------- | --------------- |
| A a          | А а            | [a, aː]        | amor                                   | A a        | A a             | A a             |
| B b          | Б б            | [b]            | barco                                  | B b        | B b             | B b             |
| Ç ç          | Ч ч            | [t͡ʃ]           | chopo                                  | C c        | C c             | C c             |
| D d          | Д д            | [d]            | dama                                   | D d        | D d             | D d             |
| E e          | Е е/Э э        | [je], [e]      | ella                                   | E e        | E e             | E e             |
| Ä ä          | Ә ә            | [æ, æː]        | (en inglés) about                      | Ä ä        | Ea ea           | Ə ə             |
| F f          | Ф ф            | [ɸ]            | fuerte                                 | F f        | F f             | F f             |
| G g          | Г г            | [ɡ~ʁ]          | gato                                   | G g        | G g             | G g             |
| H h          | Х х            | [h~x]          | jamón o hello (en inglés)              | H h        | H h             | H/X h/x         |
| I i          | И и            | [i, iː]        | isla                                   | I i        | I i             | I i             |
| J j          | Җ җ            | [d͡ʒ]           | (en inglés) joke                       | J j        | J j             | Ç ç             |
| Ž ž          | Ж ж            | [ʒ]            | (en francés) jour (en inglés) pleasure | £ ſ        | Jh jh           | Ƶ ƶ             |
| K k          | К к            | [k~q]          | cama                                   | K k        | K k             | K/Q k/q         |
| L l          | Л л            | [l]            | loro                                   | L l        | L l             | L l             |
| M m          | М м            | [m]            | mano                                   | M m        | M m             | M m             |
| N n          | Н н            | [n]            | nueve                                  | N n        | N n             | N n             |
| Ň ň          | Ң ң            | [ŋ]            | tango                                  | Ñ ñ        | Ng ng           | Ŋ ŋ             |
| O o          | О о            | [o, oː]        | ojo                                    | O o        | O o             | O o             |
| Ö ö          | Ө ө            | [ø, øː]        | (en francés) cœur (en inglés) know     | Ö ö        | Q q             | Ɵ ɵ             |
| P p          | П п            | [p]            | pelo                                   | P p        | P p             | P p             |
| R r          | Р р            | [r]            | rama                                   | R r        | R r             | R r             |
| S s          | С с            | [θ, s]         | zona (es un sonido dental)             | S s        | S s             | S s             |
| Ş ş          | Ш ш            | [ʃ]            | (en inglés) show                       | $ ¢        | Sh sh           | Ş ş             |
| T t          | Т т            | [t]            | tapa                                   | T t        | T t             | T t             |
| U u          | У у            | [u, uː]        | uno                                    | U u        | U u             | U u             |
| Ü ü          | Ү ү            | [y, yː]        | (en francés) tu (en inglés) pure       | Ü ü        | V v             | Y y             |
| W w          | В в            | [β]            | pavo                                   | W w        | W w             | V v             |
| Y y          | Ы ы            | [ɯ, ɯː]        | (en azerí) Bakı                        | Y y        | X x             | Ь ь             |
| Ý ý          | Й й            | [j]            | yo, hoy                                | Ұ ÿ        | Y y             | J j             |
| Z z          | З з            | [ð, z]         | Madrid, (en inglés) zone               | Z z        | Z z             | Z z             |

## Nombres de las letras y su pronunciación

### Pronunciación del alfabeto latino
Türkmen elipbiýi
| Letra | Nombre | Pronunc. | Letra | Nombre | Pronunc. |
| ----- | ------ | -------- | ----- | ------ | -------- |
| A, a  | a      | /a, aː/  | N, n  | en     | /n/      |
| B, b  | be     | /b/      | Ň, ň  | eň     | /ŋ/      |
| Ç, ç  | çe     | /tʃ/     | O, o  | o      | /o, oː/  |
| D, d  | de     | /d/      | Ö, ö  | ö      | /ø, øː/  |
| E, e  | e      | /e/      | P, p  | pe     | /p/      |
| Ä, ä  | ä      | /æ, æː/  | R, r  | er     | /ɾ~r/    |
| F, f  | fe     | /ɸ~f/    | S, s  | es     | /θ~s/    |
| G, g  | ge     | /ɢ~ʁ/    | Ş, ş  | şe     | /ʃ/      |
| H, h  | he     | /h~x/    | T, t  | te     | /t/      |
| I, i  | i      | /i, iː/  | U, u  | u      | /u, uː/  |
| J, j  | je     | /dʒ/     | Ü, ü  | ü      | /y, yː/  |
| Ž, ž  | že     | /ʒ/      | W, w  | ve     | /β, β̞/   |
| K, k  | ka     | /k~q/    | Y, y  | y      | /ɯ, ɯː/  |
| L, l  | el     | /l/      | Ý, ý  | ýe     | /j/      |
| M, m  | em     | /m/      | Z, z  | ze     | /ð~z/    |

### Cirílico
түркмен элипбийи
| Letra | Nombre | Pronunc. | Letra | Nombre           | Pronunc.      |
| ----- | ------ | -------- | ----- | ---------------- | ------------- |
| А, а  | а      | /a, aː/  | П, п  | пе               | /p/           |
| Б, б  | бе     | /b/      | Р, р  | эр               | /ɾ~r/         |
| В, в  | ве     | /β, β̞/   | С, с  | эс               | /θ~s/         |
| Г, г  | ге     | /ɢ~ʁ/    | Т, т  | те               | /t/           |
| Д, д  | де     | /d/      | У, у  | у                | /u, uː/       |
| Е, е  | е      | /je, ʲe/ | Ү, ү  | ү                | /y, yː/       |
| Ё, ё  | ё      | /jo, ʲo/ | Ф, ф  | эф               | /ɸ~f/         |
| Ж, ж  | ж      | /ʒ/      | Х, х  | ха               | /h~x/         |
| Җ, җ  | җ      | /ʤ/      | Ц, ц  | це               | /ʦ/           |
| З, з  | зе     | /ð~z/    | Ч, ч  | че               | /ʧ/           |
| И, и  | и      | /i, iː/  | Ш, ш  | ше               | /ʃ/           |
| Й, й  | й      | /j/      | Щ, щ  | ще               | /ʃʧ/          |
| К, к  | ка     | /k~q/    | Ъ, ъ  | айыма белгиси    | /∅/, /ʔ/, /ː/ |
| Л, л  | эл     | /l/      | Ы, ы  | ы                | /ɯ, ɯː/       |
| М, м  | эм     | /m/      | Ь, ь  | юшмаклык белгиси | /ʲ/           |
| Н, н  | эн     | /n/      | Э, э  | э                | /e, eː/       |
| Ң, ң  | эң     | /ŋ~ɴ/    | Ә, ә  | ә                | /æ, æː/       |
| О, о  | о      | /o, oː/  | Ю, ю  | ю                | /ju, ʲu/      |
| Ө, ө  | ө      | /ø, øː/  | Я, я  | я                | /ja, ʲa/      |

Notas
1. ↑  Al inicio de una palabra y después de una vocal. Después de una consonante /e/.
2. ↑  En préstamos del ruso, generalmente su pronunciación recae en /θ/. 
Ejemplos: milisiýa/милиция (milicia), rewolýusiýa/революция (revolución), rezolýusiýa/резолюция (resolución), sertasiýa/сертация (certificación), sanksiýasy/санкциясы (sanción), leksiýa/лекция (conferencia), etc.
3. ↑  Sólo en préstamos del ruso.
4. ↑  Signo de dureza, tiene tres usos:

En los préstamos del Ruso, alargar la vocal o consonante precedente y demarcar la Ýe después de una consonante con un saltillo.[cita requerida]

Ejemplos: obýektiw/объектив (objetivo), ýak/яък (no), ezýet/эзъет (tormento), tutanýerli/тутанъерли (persistencia), çärýek/чәръек (cuarto ¼), etc.
5. ↑  Marca la palatalización de la letra anterior, sólo en préstamos del Ruso.
6. ↑  Sólo al inicio de la palabra y después de una vocal.